# Улица Краља Петра I Ослободиоца
Улица Краља Петра I Ослободиоца јесте једна од најпрометнијих саобраћајница у Приштини. Она повезује Приштину са Косовом Пољем у којем се налази највећа железничка станица на Косову и Метохији, Железничка станица Косово Поље, која је до изградње Железничке станице у Приштини, била главна железничка станица Приштине. Такође, улица Краља Петра I Ослободиоца повезује Аеродром Слатина са Приштином.
Током 90-их година 20. века, политичке промене у земљи су утицале и на имена улица. Улица Лењинова је преименована у улицу Краља Петра I Ослободиоца.
После рата на Косову и Метохији, Албанци су желели да одају почаст бившем председнику САД Билу Клинтону за помоћ у њиховој борби против владе Југославије и улицу Краља Петра I Ослободиоца назвали су Булевар Била Клинтона (алб. Bulevardi Bill Clinton). Статуа Клинтона висока 3 m, откривена је 1. новембра 2009. године на свечаности на којој се обратио и сам Клинтон. Након 1999. године још једну улицу називају по бившем председнику САД Џорџу В. Бушу. Поред тога, у неколико градова на Косову и Метохији, као што је Призрен, постоје улице које након 1999. године носе назив у част председника Вудра Вилсона.